# Хришћанска црква
Црква (грч. ἐκκλησία — „заједница, скупштина“) представља заједницу хришћана, следбеника Исуса Христа. Поимање цркве и њене улоге се прилично разликује у оквиру различитих хришћанских традиција, као што су католицизам, православље и протестантизам.
Реч црква се такође користи и за верске грађевине у којима се окупљају верници.

## Дефиниције цркве
Апостол Павле у својој Посланици Ефесцима цркву дефинише на следећи начин: „Црква је Тело Христа Спаситеља, Главе, Онога Који све испуњава у свему“(Еф. 1, 22). У Посланици Јеврејима он пореди Цркву са Небеским Јерусалимом, где заједно бораве Анђели и душе праведника.
Циљ Цркве је да оствари јединство између Творца и Његове творевине, да изведе свет и човека из његовог палог и ограниченог постојања у слободу и пуноту Божанског живота, у учествовање у Божанским савршенствима.
Апостол Павле у Посланици Ефесцима за цркву каже да је „Невеста Христова“. То заправо значи да је она санаследница Његове божанске славе и силе. По речима Свештеномученика Кипријана Картагинског само је Цркви обећано царство вечне светлости, вечнога богоопштења.
Стварање и почетак постојања цркве везује се за дан Педесетнице, односно за силазак Светог Духа на апостоле. Тај догађај представља завршетак историје спасења кроз Исуса Христа јер „изливање“ Духа на човечанство, или крштење Духом Светим, постаје нова служба спасења кроз заједницу Духа Светога. Иако је Дух делао и пре Педесетнице, он се у том догађају показује у Својој ипостаси, да би историју Спасења довео до савршенства. Тиме почиње икономија Духа Светога, као онога који сабира народ Божији у Христовоме телу. Свети Јован Златоусти говори да силаском Светога Духа на апостолску заједницу на дан Педесетнице: „Син шаље „дарове помирења“ Божијег са вернима, кроз Његову жртву. Између Сина и Духа Светога учинила се не само размена у којој је Син узео залог наше природе коју је узнео на небо и послао нам Свога Духа, него и прослављенога Христа, желећи да покаже да нас је измирио са Оцем, да Га је умилостивио и послао нам као дар Духа Свога. Долазак Духа јесте знак помирења између Бога и човека у Исусу Христу, као што је и заустављање Духа Светога било заиста знак гњева Божијег“.

## Рана црква
Првобитну хришћанску цркву формирали су након Исусове смрти и васкрсења, његови ученици и апостоли у Јерусалиму, на дан који се данас обележава као дан Силаска Духа Светог на апостоле. Према списима апостола Петра (15.-67. године) многи јудејци окренули су се хришћанству и приступали цркви у то доба. Заједницу су у самом почетку чинили искључиво Јевреји, који су веровали да је Исус Христос био њихов очекивани Месија (односно Христос) чији су долазак прорекли и најавили пророци Старог Завета. Многе јудејске (фарисејске) старешине су ову тврдњу сматрали богохулном и проглашавали су Христове следбенике за јеретике и искључивали их из јеврејских заједница. Рано хришћанство, које је настало унутар јудаизма Другог храма, се током 1. века од њега јасно одваја. Већ у другој половини 1. века, захваљујући делатности апостола Павла, хришћански покрет постаје универзалан.
Након неуспеха устанка Бар Кохбе и уништења Јерусалимског храма 70. године, јерусалимска црква бива ослабљена. Након тога Рим, као престоница Римског царства, постаје главно седиште хришћанства.
Хришћанске заједнице стваране су у то време широм Израела (Палестине), Мале Азије, Сирије, Египта, Африке и Грчке и даље широм Средоземља. Хришћани су се тајно окупљали на заједничким обедима, проповедима и молитвама. Мушкарци и жене су боравили заједно, а исповест се вршила јавно, пред целом заједницом. Првобитно су црквене функције додељиване жребом, као што су „жријебом изабрали Матеја за апостола умјесто отпавшег Јуде“, што се и данас чини при избору патријарха у православној цркви.
Ранохришћанске свете тајне (гр: мистерије) су укључивале:
- крштење (гр. баптизеин „βαπτίζω“ - уронити, загњурити), поринућем тела у воду;
- помазање (гр. хризма „χρισμα“ – уље, маст), мазање светим уљем које се вршило одмах након крштења;
- причешће (гр. εὐχαριστία еухаристиа - благодат; лат. communio – учешће, дељење), молитвено дељење хлеба и вина;

## Литургија
Литургија је појавни елемент цркве као зајенице у Светој Тројици. Представља богослужење које Црква вршил, јавно, у храмовима или молитвеним местима. Литургија је богослужење у храму, где „сваки свештеник литургише свакога дана“ (Јевр. 10,11; уп. Лк. 1,23) и где се врши свака служба са религиозним карактером. Тако, ученици литургисаху Господу (Дела 13,2), Свети Апостол Павле назива себе „литургичаром“ Христовим (Рим. 15,16), док су анђели „литургички духови“ (Јевр. 1,14). Православна традиција — која се у великој мери поистовећује са очувањем литургијског богослужења — пренела нам је поред постапостолских сведочанстава о литургијској пракси.
Почевши од 4. века, паралелно са формирањем великих центара и хришћанских метропола (Александрије, Антиохије, Рима, Јерусалима, Кесарије Кападокијске, Никеје, Едесе), установљавају се посебни литургијски обреди, који уопштено ипак чувају основне елементе литургије као што је евхаристијска анафора. Досад су најпознатије две литургијске породице: за Исток, антиохијске и александријске Литургије, а за Запад, римска или „галска“ литургија. Карактеристично је за ову епоху да је на обе стране Васељенске Цркве постојала многоврсна разноликост литургијских обреда.
У свим својим облицима литургија има две целине; литургију оглашених и литургију верних. Првом делу присуствују и некрштени који се тек припремају за крштење, заједно са крштенима, док у литургији верних учествују искључиво крштени.
Литургија почиње Тројичним славословљем и Великом јектенијом, дакле низом молитава праћених призивањем Исусовог имена — „Господе помилуј“; после њих следе три прозбе које се завршавају са три антифона: „Благослови душо моја, Господа...“, „Јединородни Сине...“, и „Блаженима“. Сама литургија оглашених обухвата: вход ђакона и служитеља са Светим Јеванђељем у овом часу епископ улази у олтар), Трисвета песма Свети Боже), која се пева као увод у библијско читање - одељак из Апостола и Јеванђеља, који се објашњавају и тумаче у беседи. Овај се део закључује молитвом за сву Цркву, а нарочито за оглашене који нису имали дозволу да присуствују другоме делу, одређеном само за крштене.
Литургија верних почиње молитвом за оглашене, којој следи „Херувимска песма“, за време које се преносе Дарови са проскомидије на Часну трпезу. Целивом мира и исповедањем Симбола вере, улази се у евхаристијску анафору или приношење жртве, која обухвата: увод: „Горе имајмо срца“, молитву благодарења, „Трисвету песму“ (Свет, Свет, Свет је Господ Саваот), речи установе, анамнеза, приношење, призив Светога духа (епиклеза), освештање или претварање Дарова, диптихе или помене (за Пресвету Дјеву Марију, за свете), за мртве и живе, крај евхаристијског канона. Молитва Господња, молитва поклоњења, „Светиње светима“, „Један је Свет“ (Филип. 2,10), подизање и ломљење-Агнеца, уливање топлоте — све то чини део припремног обреда за причешћивање, најпре служитеља, а потом и верника. После преноса чаше и дискоса са Часне трпезе на проскомидијар, Литургија се завршава Заамвоном молитвом, коначним благосиљањем, дељењем благословеног хлеба (нафоре, αντιδορον), слањем верника у свет у име Господње: „У миру изиђимо“ и одговором: „У име Господње“.

## Црквени сабори
(Нису приказане неникејске, антитринитаријане и неке ресторационе деноминације.)
За цркву посебан значај имају сабори или концили (грч. σύνοδος) - скупштине епископа, свештенства и верног народа ради савјетовања о важним теолошким питањима и доношења закључака и прописа. Прве епископске саборе помиње црквена историја већ у 2. веку.
Најважнији су васељенски сабори коме присуствују патријарси, епископи, кардинали, примаси, надбискупи... и сазивају се у изузетним приликама, а закључци су им обавезни за читаву цркву. Помесни сабори имају локални значај, али су неки од њих посебно прихваћени као аутентичан и веран израз општег црквеног предања.
Првих Седам васељенских сабора (325—787) признају и Источна и Западна црква, док остале признаје искључиво Католичка црква.
Седам васељенских сабора су:
- Први васељенски сабор — Никејски сабор (мај — јун 325): посебно осудио Аријеву јерес.
- Други васељенски сабор — Први Цариградски сабор (мај — јул 381): посебно осудио Македонијеву јерес.
- Трећи васељенски сабор — Ефески сабор (јун — јул 431): осудио Несторијеву јерес (одвојени несторијанци) и Пелагијеву јерес (пелагијанци).
- Четврти васељенски сабор — Халкидонски сабор (8. октобар — 1. новембар 451): осудио Евтихијеву монофизитску јерес, потврђено вјеровање да су у Исусу двије природе: божанска и човјечија.
- Пети васељенски сабор — Други цариградски сабор (мај — јун 553)
- Шести васељенски сабор — Трећи цариградски сабор (новембар 680. — септембар 681): осудио монотелете.
- Седми васељенски сабор — Други никејски сабор (септембар — октобар 787)

Помесни сабори су:
- Помесни сабор анкирски (314), назива се још и Први помесни сабор.
- Помесни сабор неокесаријски (315), назива се још и Други помесни сабор.
- Помесни сабор гангрски (340), назива се још и Трећи помесни сабор.
- Помесни сабор антиохијски (341), назива се још и Четврти помесни сабор.
- Помесни сабор сардички (343), назива се још и Пети помесни сабор.
- Помесни сабор лаодикијски (друга половина 4. века), назива се још и Шести помесни сабор.
- Помесни сабор цариградски (394), назива се још и Седми помесни сабор.
- Помесни сабор картагински (419), назива се још и Осми помесни сабор.
- Помесни сабор цариградски прводруги (861), назива се још и Девети помесни сабор.
- Помесни велики сабор у Светој Софији (880).

## Црквене шизме
Током своје историје црква је доживела низ прогона и подела. Највећи међу њима су расколи настали након Халкидонског сабора 451. када су се издвојиле Древноисточне црквее које нису признале одлуке овог сабора и Велики раскол 1054. године када се издвојила Римокатоличка црква.
Током периода реформације из Римокатоличке цркве издвојио се читав низ верских заједница које себе називају протестантске цркве.
Основна учења православне Цркве су изнета у Символу вере који је, у првим вековима хришћанства и био обавезујући за целу Цркву. Касније је дошло до промене делова Символа вере од стране западног дела Цркве и њеног напуштања евхаристијске заједнице са православним делом Цркве 1054. године.
Најзначајнији аспекти хришћанског живота јесу пост, молитва, Литургија и Причест. И пост и молитва имају за циљ да помогну да се лакше савладају све тешкоће које долазе и да се заслужи Царство Небеско.
Значајна одлика Цркве јесу светитељи који су својим животом и делима допринели много добробити Цркве. Они су још овде на земљи својим усавршавањем у хришћанским врлинама постали блиски Богу и заслужили живот вечни и Царство Небеско. Многи од ових светитеља су још за живота чинили чуда, исцељивали тешке болеснике и многе утешили и на исправан пут извели. Неки су и после смрти чинили чуда преко својих нетрулежних моштију.
Најважнија улога православних храмова је да служе као место где жива Црква - верници, узносе Богу своје молитве а најважнији део црквеног живота јесте Света литургија тј. богослужење, које се служи недељом и другим празницима у храмовима. Осим литургије, врше се јутарње и вечерње молитве, часови и бденија, која уједно имају поучни карактер - тзв. катихеза. Литургију служи свештеник уз присуство верног народа, а уз помоћ певнице која није неопходна уколико народ зна да одговара на литургију.
Постоје три степена свештеничке службе: ђакон, свештеник (јереј), епископ. Епископ може да врши све свете тајне осим да поставља другог епископа, за то су потребна три епископа. Свештеник може да врши скоро све свете тајне, осим што не може да рукополаже друге свештенике, улога ђакона је још мања него свештеника - он је на неки начин помоћник свештенику.
Најзначајније дело на којем се заснива литургија јесте Свето писмо које чини Стари и Нови завет, као и Свето предање. За православље је посебно значајан Нови завет који представља живот и учење Господа Исуса Христа.